# ETO Park
El ETO Park es un estadio de fútbol ubicado en la ciudad de Győr, Hungría. Fue inaugurado en 2008 y tiene una capacidad para 16 000 espectadores, siendo el estadio en el que disputa sus partidos el Győri ETO FC. La selección de fútbol de Hungría ha disputado cuatro partidos amistosos en este recinto.
El complejo del estadio también incluye un hotel, tres campos de césped y uno de césped sintético, además de dos campos interiores.

## Partidos internacionales

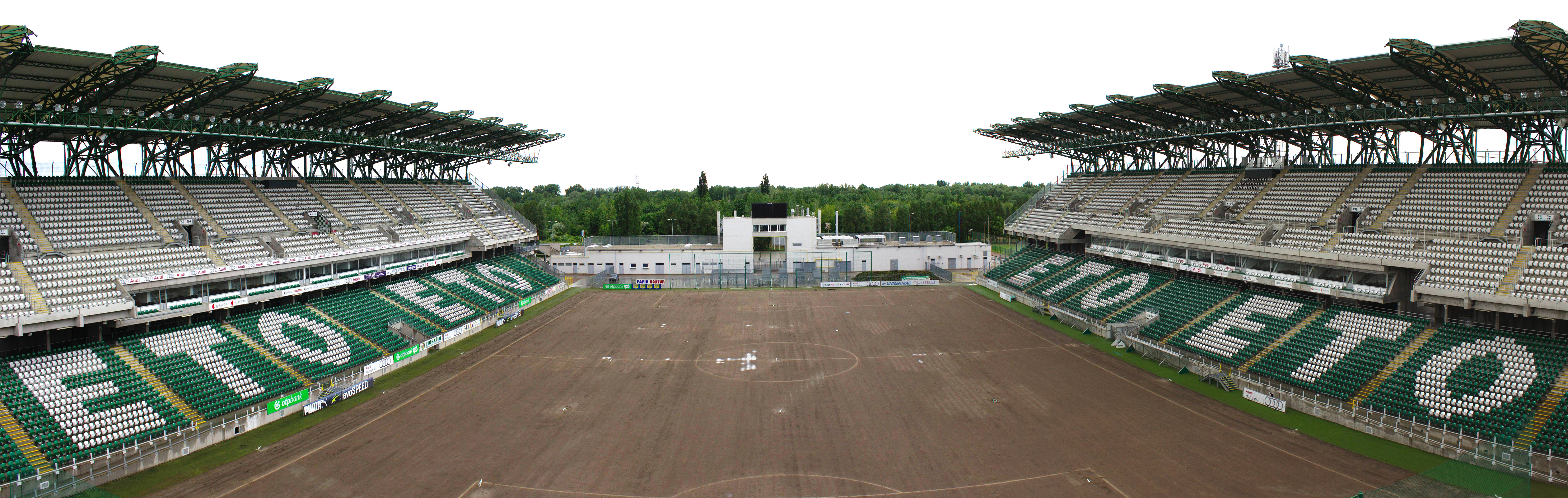
Imagen panorámica del estadio.

| Fecha                 | Local   | Resultado | Rival     | Tipo     |
| --------------------- | ------- | --------- | --------- | -------- |
| 3 de marzo de 2010    | Hungría | 1-1       | Rusia     | Amistoso |
| 29 de febrero de 2012 | Hungría | 1-1       | Bulgaria  | Amistoso |
| 6 de junio de 2013    | Hungría | 1-0       | Kuwait    | Amistoso |
| 5 de marzo de 2014    | Hungría | 1-2       | Finlandia | Amistoso |